# Olga Skabeïeva
Olga Vladimirovna Skabeïeva (ou Olga Skabeyeva, en russe : Ольга Владимировна Скабеева), née le 11 décembre 1984 à Voljski (Oblast de Volgograd), est une personnalité de la télévision d’État russe et propagandiste, présentatrice de l'émission « 60 minutes » (russe : 60 минут) avec son mari Evgueni Popov.
En 2018, Olga Skabeyeva participe à une tentative de discrédit de l'enquête britannique sur l'empoisonnement de Sergueï et Ioulia Skripal, décrit comme « un complot britannique élaboré pour salir la Russie » dans son émission.
Selon une enquête de la Fondation anti-corruption publiée en 2021, Olga Skabeyeva et son mari Yevgeny Popov possèdent des biens immobiliers à Moscou d'une valeur totale de plus de 300 millions de roubles (4 millions de dollars).
Une enquête menée en 2020 par The Insider révèle qu'Olga Skabeyeva gagne officiellement 12,8 millions de roubles par an, et son mari 12,9 millions. Leurs seules sources de revenus déclarées sont les médias d'État qui détiennent la société de radiodiffusion et de télévision d'État de toute la Russie et sa filiale, la chaîne de télévision Russia-1,.
Olga Skabeyeva est deux fois lauréate du prix TEFI de la télévision russe, recevant la distinction en 2017 et 2018.
Lors de l'invasion de l'Ukraine par la Russie en 2022, elle affiche ouvertement son soutien à la politique étrangère de Vladimir Poutine, dont elle fait la propagande,. Elle qualifie l'agression russe d'effort « pour protéger les habitants du Donbass d'un régime nazi », propage des théories complotistes à propos du massacre de Boutcha qui n'ont aucune base.
Selon The Insider, Olga  Skabeyeva est « une des nombreuses voix des médias d'État russes qui ont déformé les faits et induit le public en erreur au sujet de la guerre en Ukraine ».
En mars et avril 2022, elle est placée sous sanctions internationales,.